# Брохоцинек (Нижньосілезьке воєводство)
Брохоцинек (пол. Brochocinek) — село в Польщі, у гміні Кондратовиці Стшелінського повіту Нижньосілезького воєводства.
Населення — 23 особи (2011).
У 1975-1998 роках село належало до Вроцлавського воєводства.

## Демографія
Демографічна структура станом на 31 березня 2011 року:
|          | Загалом | Допрацездатний вік | Працездатний вік | Постпрацездатний вік |
| -------- | ------- | ------------------ | ---------------- | -------------------- |
| Чоловіки | 12      | 2                  | 9                | 1                    |
| Жінки    | 11      | 0                  | 9                | 2                    |
| Разом    | 23      | 2                  | 18               | 3                    |